# 科珀塞尼鄉 (沃爾恰縣)
45°00′N 23°59′E / 45.000°N 23.983°E
科珀塞尼鄉（羅馬尼亞語：Comuna Copăceni, Vâlcea），是羅馬尼亞的鄉份，位於該國西南部，由沃爾恰縣負責管轄，面積63平方公里，海拔高度327米，2002年人口2,964，人口密度每平方公里47人。